# Kostel svatého Jiljí (Prosiměřice)
Kostel svatého Jiljí je farní kostel v římskokatolické farnosti Prosiměřice, nachází se v centru městyse Prosiměřice. Kostel je dvoulodní stavba s raně gotickým jádrem. Kostel je chráněn jako kulturní památka České republiky.

## Historie
Kostel byl postaven někdy v době před 13. stoletím, kdy první zmínky o kostele pochází z 19. září 1226 v zakládací listině města Znojma. O starších základech kostela svědčí jeho románské základy, v druhé polovině 13. století byl přestavěn do podoby gotické. K dalším úpravám došlo v první polovině 14. století, kdy byl kostel v majetku klášteru Louka. Došlo k zvětšení a zaklenutí presbytáře, přistavení opěrných sloupů a k dalším úpravám. V 15. století pak byl kostel opět upraven a opraven, interiér byl nově vymalován a v roce 1543 byla zaklenuta jižní loď kostela.
V osmdesátých letech 16. století pak byl kostel razantně přestavěn, byla zaklenuta hlavní loď kostela, navýšeny stěny kostela a byla zvýšena věž. Okna byla nově upravena z gotických na oblouková a vybudován nový vchod do kaple. Kostel však byl v roce 1620 v době třicetileté války vypálen a vypleněn. Byl však opraven a v roce 1657 nově vysvěcen a byly do něj pořízeny tři oltáře a křtitelnice.
Později byl kostel udržován a další velká přestavba kostela proběhla až po roce 1894, kdy podal Leopold Burger návrh na postavení čtyř rohových věžiček a k tomu došlo. Roku 1907 pak byl kostel opět mírně upraven a opraven a po první světové válce byly opraveny vitráže v oknech. V roce 1930 byly pořízeny nové zvony, které však byly v roce 1942 rekvírovány.
V roce 1974 pak byl kostel opraven, byly opraveny malby, instalována elektroinstalace a umístěna socha Piety v kněžišti. O rok později byly nalezeny staré prvky ve zdivu a nástěnné malby v presbytáři. V roce 1977 pak byl kostel opět opraven a pod věží bylo objeveno gotické okno a za sanktuariem se nalezly malby ze 14. a 15. století. V roce 1995 pak byla provedena celková oprava kostela. V roce 2008 byly do kostela umístěny tři nové zvony, největší byl pojmenován Bohumil, menší byl pojmenován František a nejmenší byl pojmenován Josef. Požehnání kostela proběhlo 21. září 2008.